# Luis Schlögl
Luis Schlögl es un deportista austríaco que compitió en luge. Ganó una medalla de plata en el Campeonato Europeo de Luge de 1952, en la prueba doble.

## Palmarés internacional
| Campeonato Europeo | Campeonato Europeo           | Campeonato Europeo | Campeonato Europeo |
| Año                | Lugar                        | Medalla            | Prueba             |
| ------------------ | ---------------------------- | ------------------ | ------------------ |
| 1952               | Garmisch-Partenkirchen (RFA) | Medalla de plata   | Doble              |